# سرخيو مارتينيز (ملاكم)
سرخيو مارتينيز (بالإسبانية: Sergio Martínez)‏ مواليد 21 فبراير 1975 في بوينس آيرس، الأرجنتين، هو ملاكم أرجنتيني يصنف ضمن فئة الوزن المتوسط. حقق بطولة المجلس العالمي للملاكمة وبطولة منظمة الملاكمة العالمية.

## إحصائيات
خاض خلال مسيرته 56 نزالا، فاز في 51 وتعادل في 2 وخسر في 3. فاز بالضربة القاضية في 28 نزالا.

## روابط خارجية
- سرخيو مارتينيز على موقع بوكس ريك (الإنجليزية) (registration required)